# M113
M113 – amerykański, wielozadaniowy transporter opancerzony, znajdujący się w uzbrojeniu ponad 40 krajów, w tym m.in. Arabii Saudyjskiej, Argentyny, Australii, Belgii, Boliwii, Brazylii, Chile, Danii, Ekwadoru, Egiptu, Filipin, Grecji, Holandii, Iranu, Izraela, Kanady, Niemiec, Norwegii, Portugalii, Szwajcarii, Turcji, Stanów Zjednoczonych. Prace nad nim rozpoczęto w 1956 roku, w firmie FMC Corporation (obecnie United Defense), produkcję seryjną zaś uruchomiono w cztery lata później. Łącznie wyprodukowano blisko 85 tysięcy wozów różnych wersji, w tym około 32 tysiące dla armii USA.
Do momentu wprowadzenia do uzbrojenia bojowego wozu piechoty M2 Bradley M113 był podstawowym pojazdem amerykańskiej piechoty zmechanizowanej. Później jego rola zmniejszyła się, ale nadal pozostaje jednym z najbardziej rozpowszechnionych wozów pancernych.
Podwozie i kadłub M113 i jego wersje stały się podstawą do opracowania blisko czterdziestu pojazdów o różnorodnym przeznaczeniu i uzbrojeniu. Ponadto niemal każdy kraj eksploatujący M113 przeprowadził własne modernizacje lub przebudowy wozu.

## Opis konstrukcji
Pojazd ma przedział kierowania i napędowy z przodu (pierwszy z nich znajduje się po lewej stronie), a przedział desantowy (mieszczący jedenastu żołnierzy) - w środkowej i tylnej części kadłuba. Załoga M113 składa się z dowódcy i kierowcy.
W celu obniżenia masy pojazdu, kadłub transportera wykonano ze spawanych płyt aluminiowych (o grubości od 12 do 44 mm), z pionowo ustawionymi płytami bocznymi i nieznacznie pochylonym pancerzem czołowym, zapewniającym ochronę przed pociskami kalibru do 12,7 mm i odłamkami granatów ręcznych.
Uzbrojeniem głównym pojazdu jest 12,7 mm wielkokalibrowy karabin maszynowy Browning M2HB, zamontowany na podstawie wieżyczki dowódcy i obsługiwany przez dowódcę. Kąty naprowadzania karabinu w płaszczyźnie pionowej wynoszą od -21° do +53°.
W M113 zastosowano pierwotnie silnik 75M, o zapłonie iskrowym, firmy Chrysler. Jest to jednostka ośmiocylindrowa, w układzie V, o mocy około 154 kW przy 4000 obr./min. Silnik współpracuje z hydromechanicznym układem napędowym TX-200 (produkowanym przez General Motors Corporation), zawierającym: przekładnię hydrokinetyczną, mechaniczną skrzynię przekładniową, różnicowe mechanizmy skrętu i hamulce. Skrzynia biegów zapewnia realizację sześciu przełożeń podczas jazdy do przodu i jednego wstecznego.
Pojazd ma gąsienicowy układ jezdny, składający się z dziesięciu kół nośnych (2x5) z bandażami gumowymi, kół napędowych - z przodu, kół napinających - z tyłu kadłuba oraz gąsienic, których górne gałęzie opierają się bezpośrednio na kołach nośnych. Indywidualne zawieszenie zawiera wałki skrętne; przy pierwszych i ostatnich kołach nośnych zainstalowano amortyzatory hydrauliczne. M113 jest pojazdem pływającym, któremu napęd na wodzie zapewniają gąsienice, umożliwiające pływanie z prędkościami do 5,6 km/h. W skład wyposażenia pojazdu do pływania wchodzą również pompy zęzowe oraz falochron, który na czas pływania jest podnoszony za pomocą układu hydraulicznego.
Wyposażenie standardowe pojazdu obejmuje układ przeciwpożarowy w przedziale napędowym (uruchamiany przez kierowcę) i podgrzewacz w przedziale desantowym. Transporter przystosowano do działania w warunkach użycia broni masowego rażenia. W tym celu pojazd wyposażono w wykrywacz skażeń. Jednak przy pokonywaniu terenu skażonego załoga musi korzystać z indywidualnych masek.
Od września 1964 roku M113 jest produkowany w wersji zmodernizowanej, oznaczonej M113A1, różniącej się od pierwowzoru głównie zespołem napędowym, który wykonano w postaci zintegrowanego bloku. Transporter wyposażono w silnik wysokoprężny 6V-53 (dwusuwowy, sześciocylindrowy, o mocy 158 kW przy 2800 obr./min) oraz układ napędowy TX-100-1 (opracowany przez firmę GMC) ze skrzynią przekładniową, która umożliwia realizację trzech biegów do przodu oraz jednego wstecznego.
Od 1979 roku firma FMC Corporation podjęła produkcję zmodyfikowanego transportera M113A1, oznaczonego M113A2, który wyposażono w ulepszony układ chłodzenia, nowe wałki skrętne w zawieszeniu i zwiększono liczbę amortyzatorów do sześciu. Przyjęty w Stanach Zjednoczonych plan zakładał wyprodukowanie 2600 nowych pojazdów M113A2, oraz przebudowanie 5300 sztuk M113 i 12 700 sztuk M113A1 do standardu M113A2.
W połowie lat osiemdziesiątych przystąpiono do opracowywania kolejnej wersji transportera, oznaczonej M113A3, którą od 1987 roku uznaje się za standardową. W pojeździe zamontowano dodatkowe opancerzenie chroniące załogę przed pociskami kalibru 14,5 mm. Wykonano je z płyt stalowych w postaci modułów, które mocuje się do zasadniczego pancerza aluminiowego za pomocą połączeń śrubowych. Moduły mogą być szybko założone lub zdjęte przez dwóch żołnierzy. Przedział desantowy (boki, strop, rampa) zabezpieczono dodatkową warstwą materiału kompozytowego, której zadaniem jest zatrzymywanie odłamków, powstałych z fragmentacji warstwy pancerza zasadniczego. Stanowisko dowódcy wyposażono w nową wieżyczkę z osłoną pancerną karabinu maszynowego. Zamiast wewnętrznego zbiornika paliwa zastosowano dwa zewnętrzne, mocowane do tylnej ściany wozu.
W M113A3 zastosowano wersję silnika 6V-53, oznaczoną 6V-53T (o zapłonie samoczynnym, z doładowaniem), który osiąga maksymalną moc 202 kW przy 2800 obr./min, zapewniając pojazdowi współczynnik mocy jednostkowej około 15 kW/t. Ponadto transporter wyposażono w nowy hydromechaniczny układ napędowy X-200-4, produkowany przez firmę GMC, który zawiera m.in. przekładnię hydrokinetyczną, skrzynię biegów, przekładnię hydrostatyczną oraz hamulce tarczowe. Skrzynia przekładniowa umożliwia realizację czterech biegów do przodu i jednego wstecznego. Silnik i układ napędowy wykonano w postaci zintegrowanego bloku.
W połowie 1986 roku w Stanach Zjednoczonych rozpoczęto realizację dużego programu, mającego na celu zmodernizowanie od 10 500 do 14 000 pojazdów serii M113. Zakładał on m.in.: wykorzystanie w nowym transporterze zespołu napędowego z M113A3, wprowadzenie zewnętrznego opancerzenia i zewnętrznych zbiorników paliwa oraz wzmocnienie zabezpieczenia przedziału desantowego dodatkową warstwą z kompozytu.

## Użycie
Od czerwca 2003 r. 35 transporterów rodziny M113, przekazanych przez Niemcy, jest używanych w Polsce – w 10. Brygadzie Kawalerii Pancernej (16 wozów ewakuacji medycznej M113G2 Krkw Gep, 13 M113 w wersji wozów dowodzenia i 6 wozów dowodzenia M577).
13 kwietnia 2022, w związku z inwazją Rosji na Ukrainę, Departament Obrony USA ogłosił, że w ramach pakietu 800 mln dolarów pomocy wojskowej dla Ukrainy wysłanych zostanie do tego kraju dwieście transporterów M113. Ponadto w 2025 roku włoskie Ministerstwo Obrony ogłosiło, że kilkaset tego typu pojazdów, zostanie przekazanych Ukrainie. 

## Wersje
- M113A1 (1964) – zmodernizowana wersja wyposażona w silnik wysokoprężny
- M113A2 (1979) – wersja ze zmodernizowanym zawieszeniem i układem chłodzenia silnika

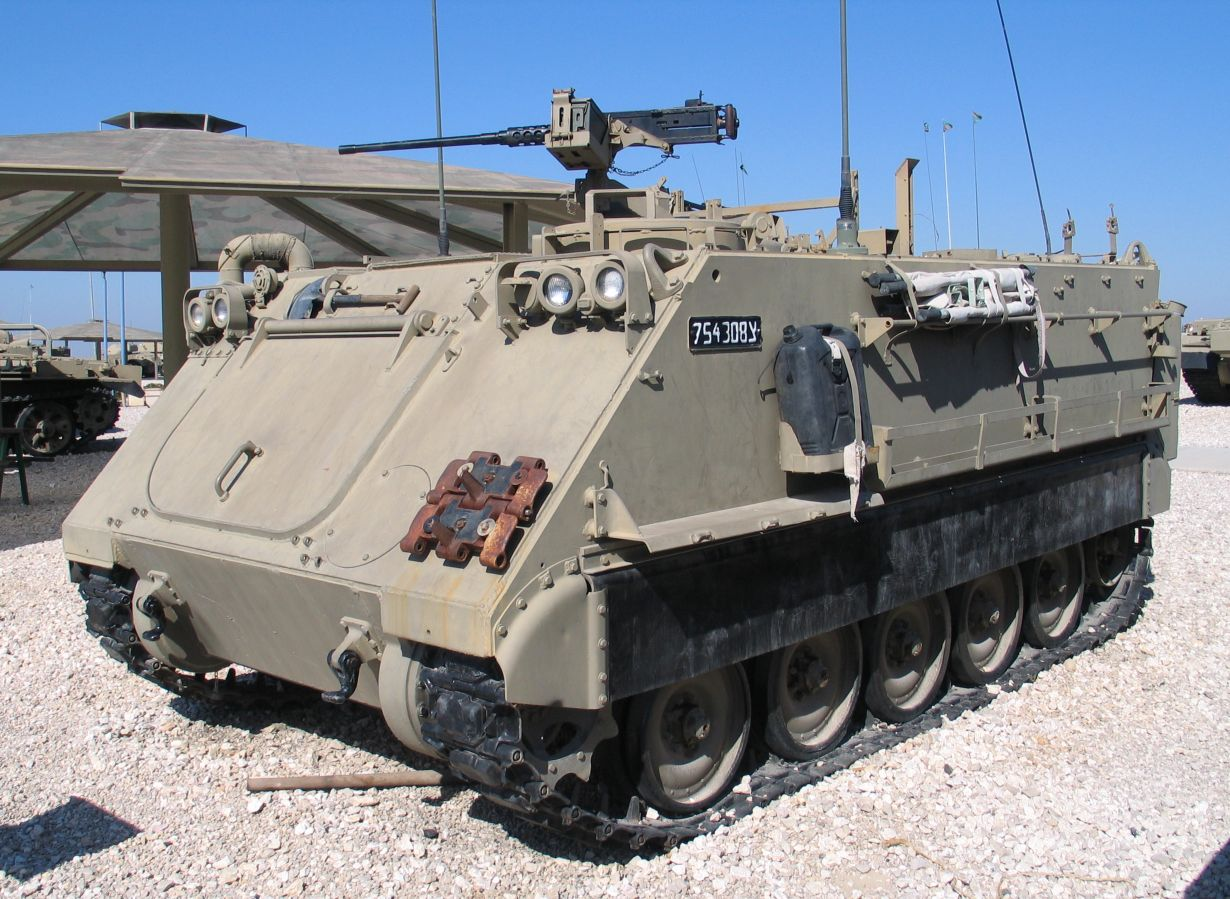
M113A1
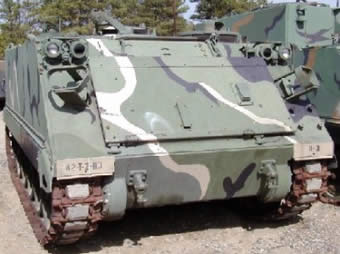
M113A2

- M113A3 (1987) – wersja ze wzmocnionym opancerzeniem i silniejszym silnikiem
- M113A2 Ultra – używane przez armię Singapuru wozy M113A1 zmodernizowane do standardu M113A2. posiadają wzmocniony pancerz i są uzbrojone w granatnik automatyczny 40AGL, wkm kalibru 12,7 mm albo armatę automatyczną kalibru 25 mm
- M58 Wolf – pojazd do stawiania zasłon dymnych
- M106/M106A1/M106A2 – samobieżny moździerz kalibru 107 mm
- M113 Fire Support Vehicle (M113 FSV) – australijska wersja wyposażona w wieże samochodu pancernego Alvis Saladin
- M113 Fitter – wóz pomocy technicznej
- M113 Light Reconnaissance Vehicle (M113LRV) – opancerzony transporter rozpoznawczy uzbrojony w dwa karabiny maszynowe
- M113 Medium Reconnaissance Vehicle (M113MRV) – australijska wersja wyposażona w wieżę czołgu lekkiego FV101 Scorpion
- M113 Armored Medical Evacuation Vehicle (M113 AMEV) – opancerzona sanitarka
- M125/M125A1/M125A2 – samobieżny moździerz kalibru 81 mm
- M132/M132A1 – samobieżny miotacz ognia
- M163 VADS – 20 mm samobieżny zestaw przeciwlotniczy
- M474 – samobieżna wyrzutnia rakiety balistycznej Pershing I
- M548/M548A1 – nieopancerzony pojazd transportowy
- M577/M577A1/M577A2 – wóz dowodzenia
- M667 – samobieżna wyrzutnia rakiety MGM-52 Lance
- M727 – pojazd przeznaczony do transportu i załadunku na wyrzutnie rakiet przeciwlotniczych MIM-23 Hawk
- M730/M730A1 – samobieżna wyrzutnia rakiet przeciwlotniczych MIM-72 Chaparral
- M806 – wóz pomocy technicznej
- M901/M901A1 – rakietowy niszczyciel czołgów uzbrojony w rakiety BGM-71 TOW

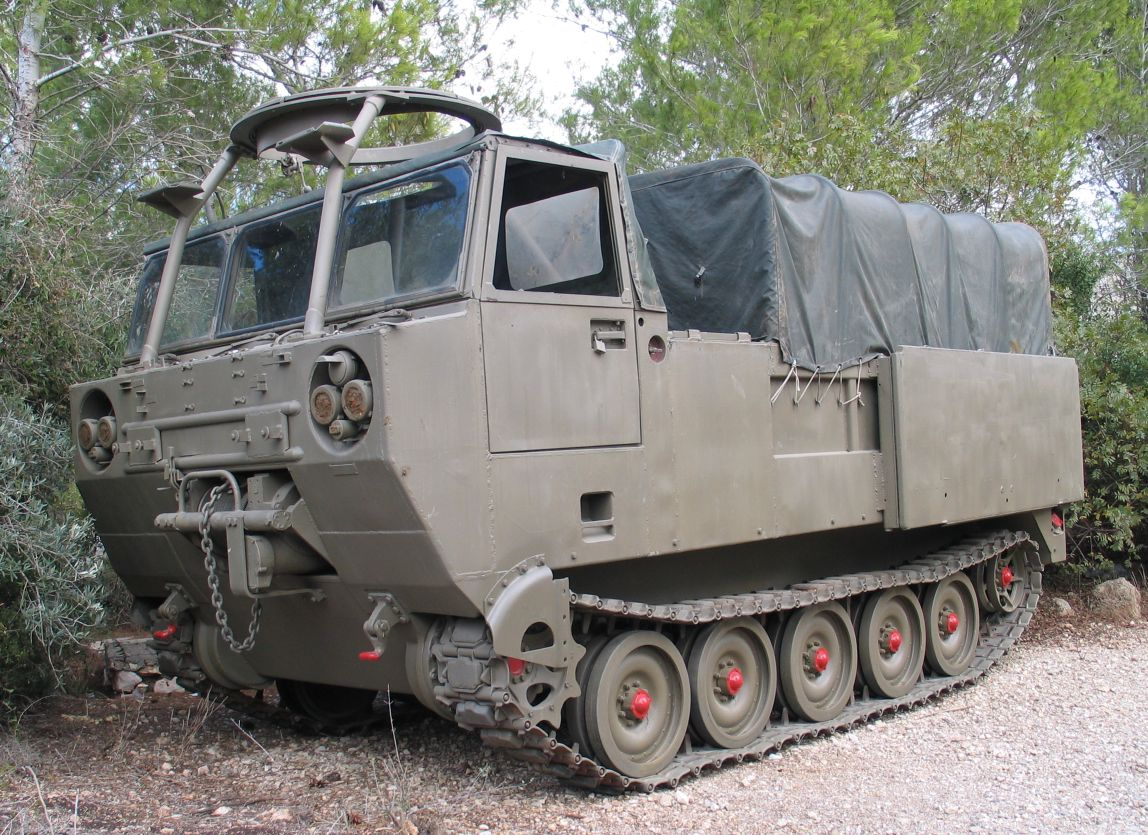
M548
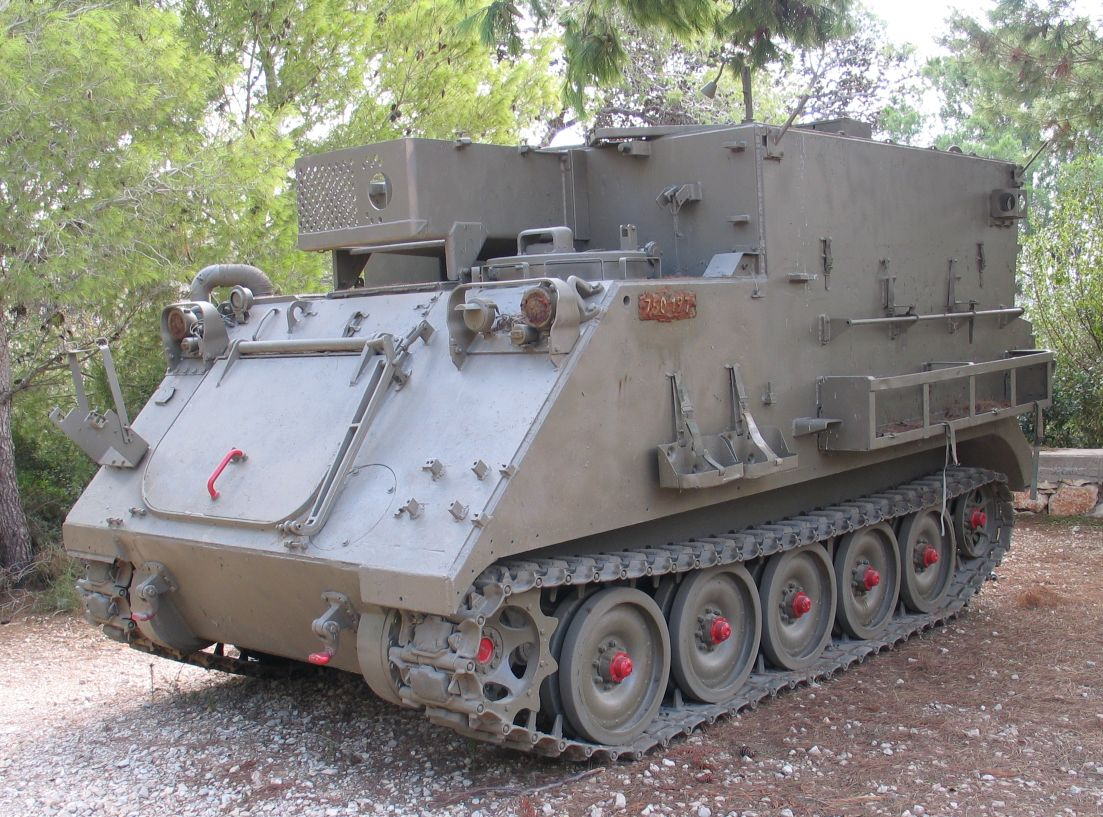
M577
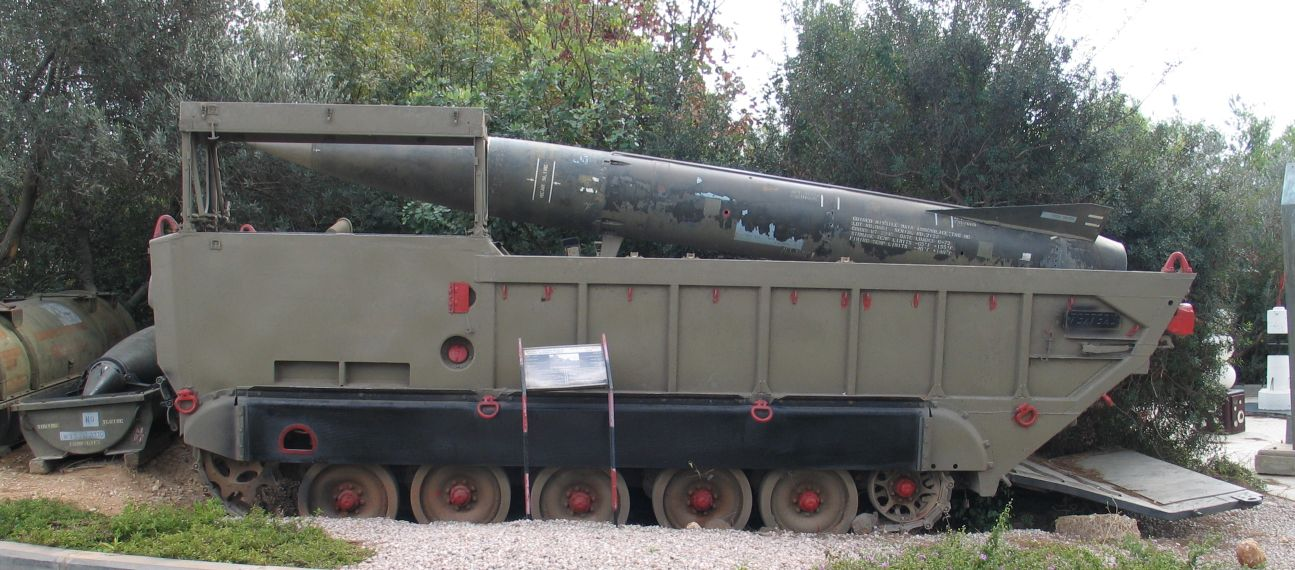
M667
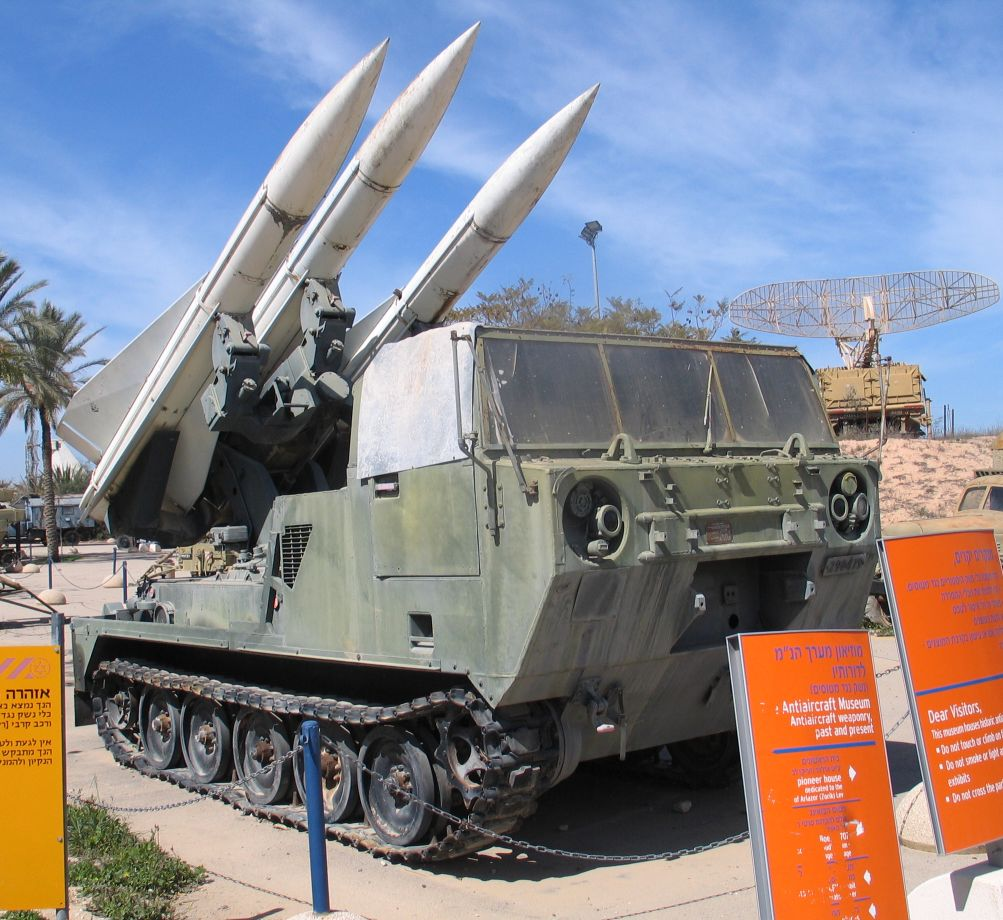
M727
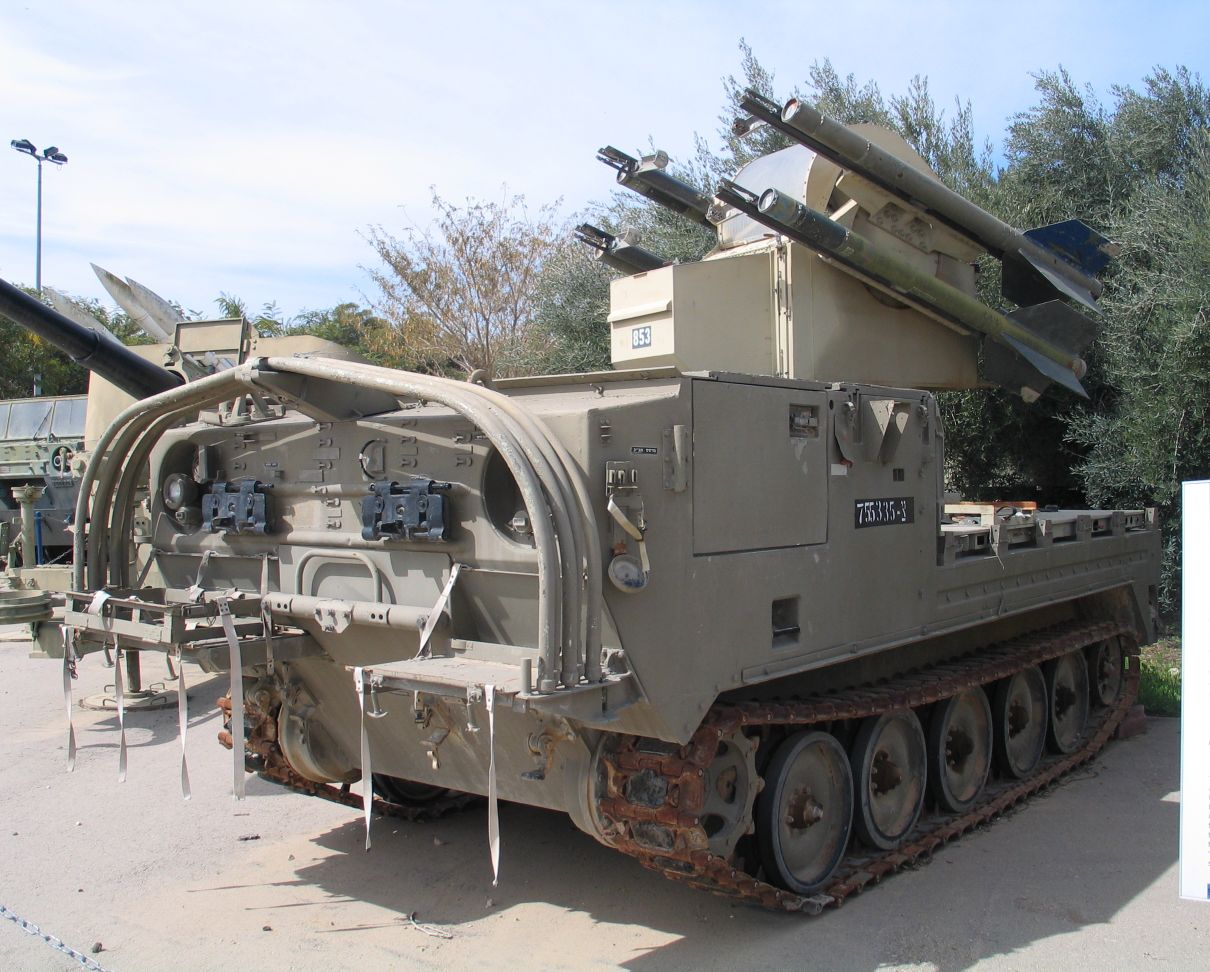
M730
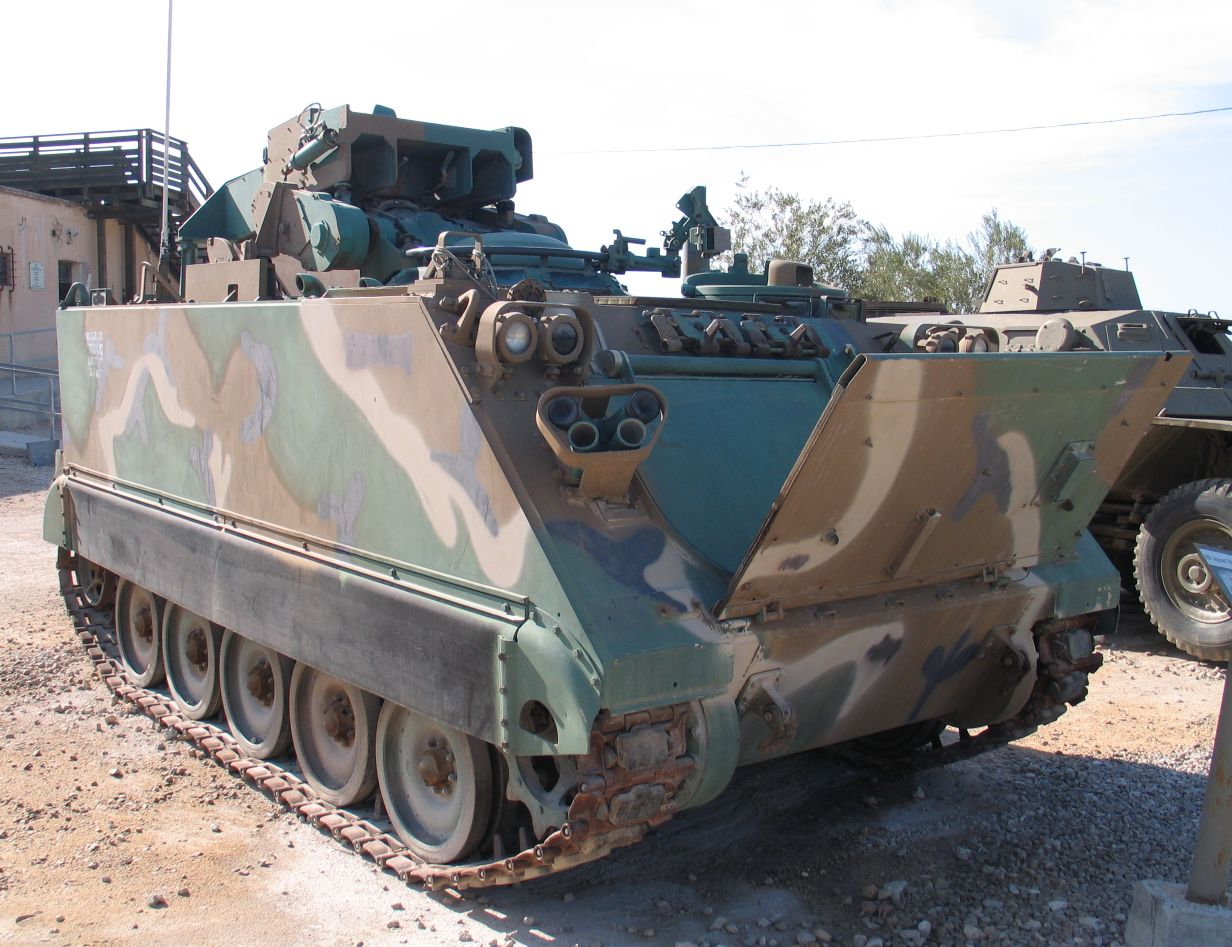
M901

- M981 – rakietowy niszczyciel czołgów uzbrojony w rakiety BGM-71 TOW
- M1015 – pojazd walki elektronicznej
- M1059 Lynx – pojazd przeznaczony do stawiania zasłon dymnych
- M1064 – samobieżny moździerz kalibru 120 mm
- M1068 – wóz dowodzenia; zmodernizowany M577
- Zelda – transportery M113 znajdujące się w uzbrojeniu Izraela
- M113AS4 – zmodernizowana w latach 2007–2012 wersja transporterów dla Armii Australijskiej